# Dybowski-expeditie

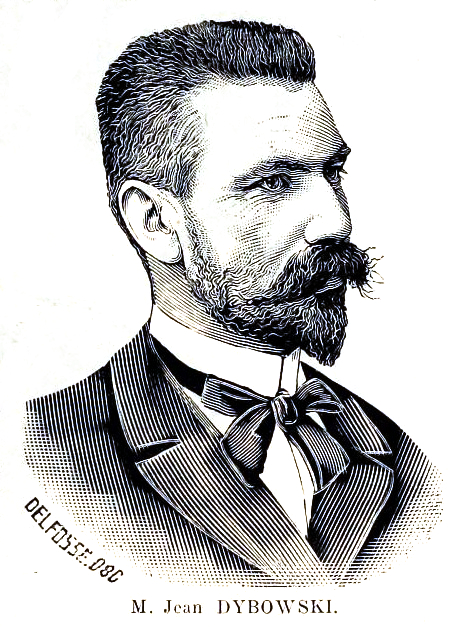
Jean Dybowski

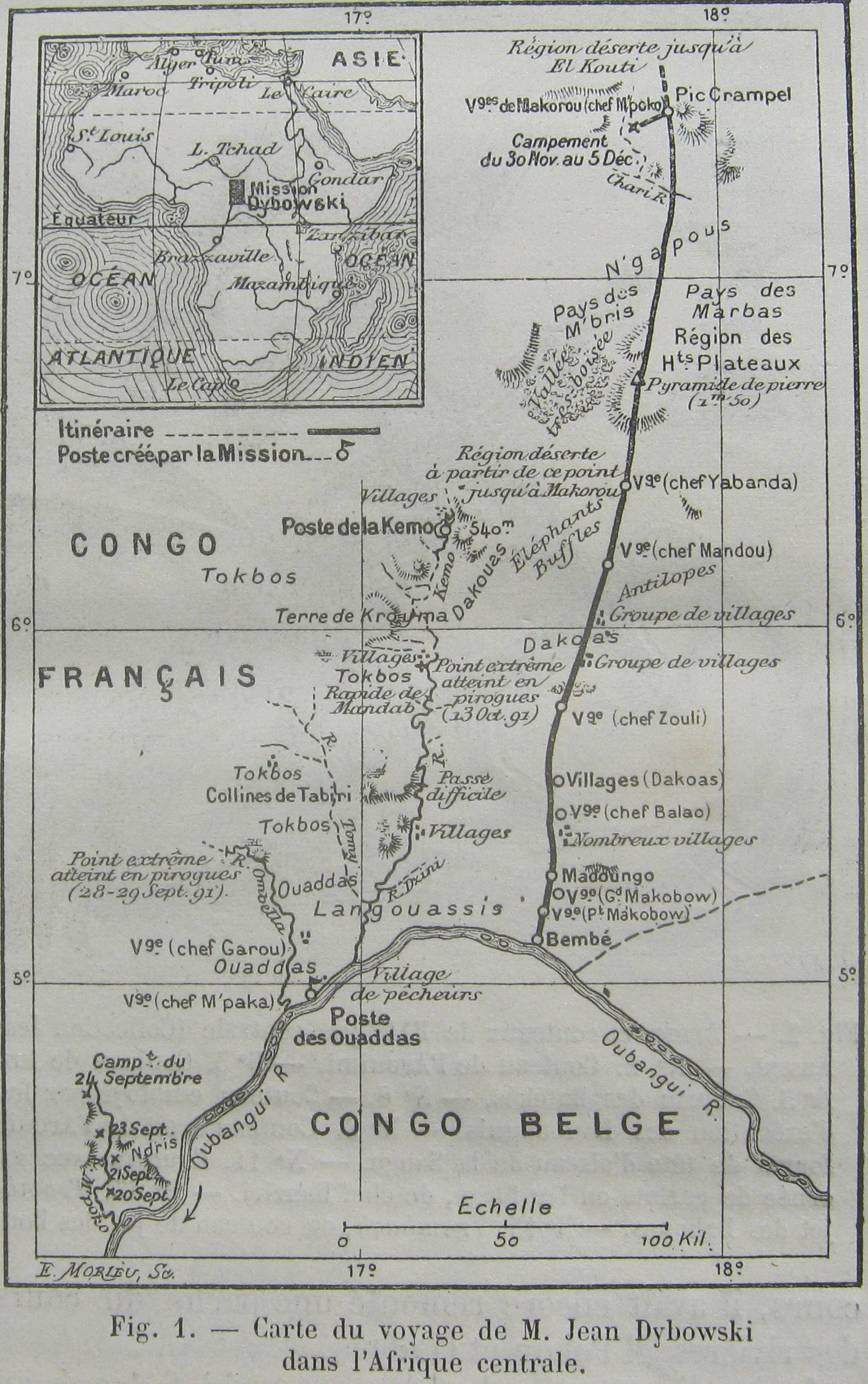
Kaart van de expeditie, van de Ubangi voorbij Bangui tot Makorou

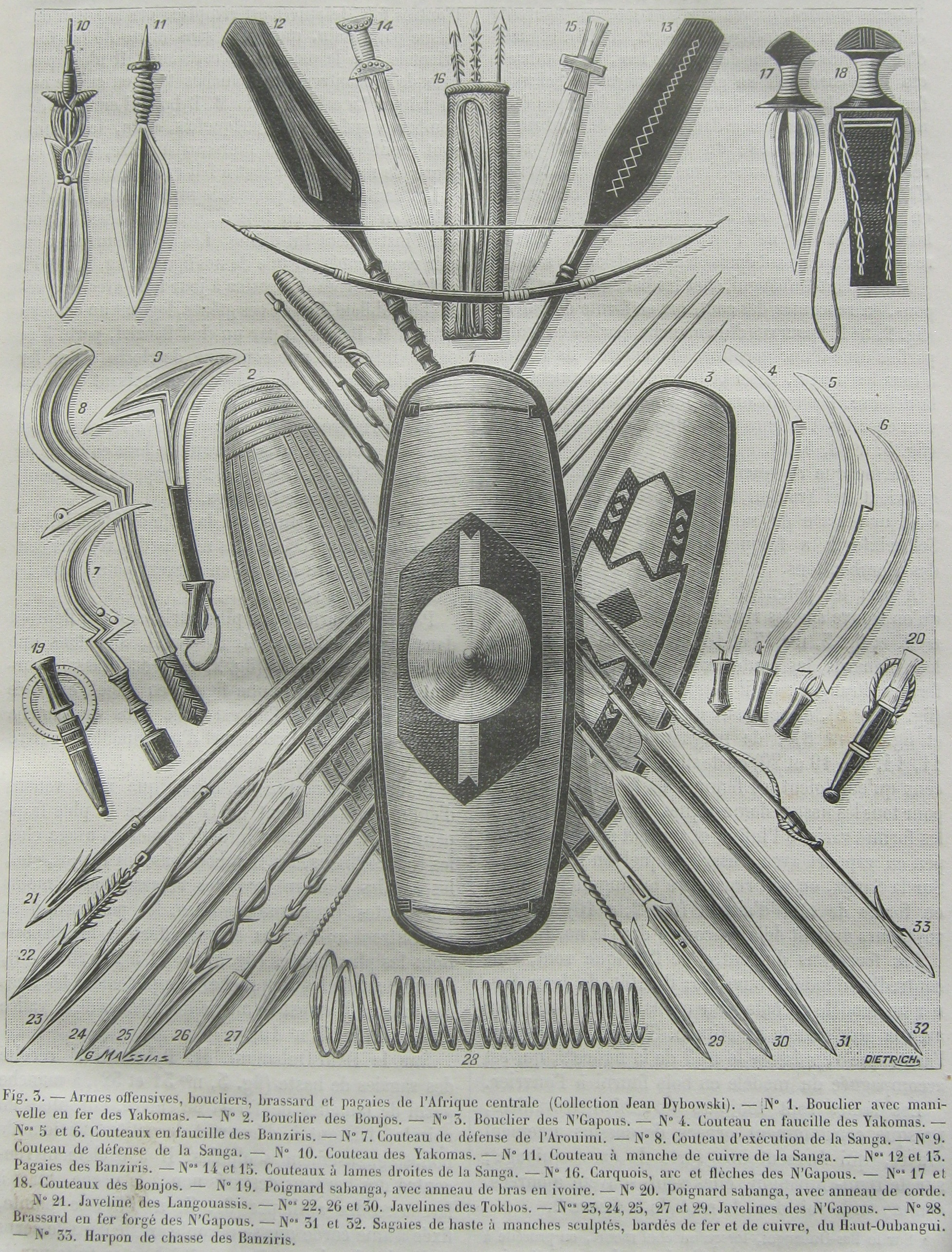
Wapens verzameld door Jean Dybowski op de expeditie

De Dybowski-expeditie was een Franse expeditie geleid door Jean Dybowski in 1891 in Centraal-Afrika. Bedoeling was om van de rivier Ubangi naar het Tsjaadmeer te trekken. Bij gebrek aan voorraden werd het einddoel niet bereikt en moest de expeditie voortijdig terugkeren. Wel werd een nieuw deel van Afrika op geografisch en etnografisch gebied ontsloten voor Europa.

## Doelstellingen
Het strategische doel van de missie was om de Franse kolonie van Congo te verbinden met Tsjaad en de invloedssfeer van het meer westelijk gelegen Duits Noordwest-Afrika (Kameroen) te beperken. Frankrijk en Duitsland hadden met het protocol van 24 december 1885 afspraken gemaakt over de grenzen van hun territoria in Centraal-Afrika, maar deze reikten niet boven 2° noorderbreedte. Hierop volgde een reeks van Franse expedities: Jacques Brazza was doorgedrongen in Congo tot 4° noorderbreedte, Cholet tot 4°, A. Fourneau tot 7° en A. Dolisie en Edmond Ponel tot 5° waar ze Bangui stichtten.
Jean Dybowski had ervaring opgedaan met expedities in de Sahara en kreeg de opdracht om naar het Tsjaadmeer te trekken van het Comité de l'Afrique française. De expeditie kreeg verder steun van de Franse ministeries van Buitenlandse Zaken, van Koloniën en van Openbaar Onderwijs. Doel van de expeditie was immers ook om wetenschappelijk onderzoek te doen. Dybowski drong er persoonlijk op aan om een preparateur toe te voegen aan de expeditie, om de verzamelde dieren te prepareren.
Aanvankelijk was het plan om vanuit het noorden naar Tsjaad te trekken, maar dit plan werd bijgesteld. Dybowski zou vertrekken vanuit de Franse kolonie Congo, aansluiten bij de expeditie van Paul Crampel en samen zouden ze naar het noorden trekken tot het Tsjaadmeer.

## Voorbereidingen
De Franse expeditieleden waren Jean Dybowski, Paul Brunache, ambtenaar in Algerije en tweede in rang, Charles Bigrel, die al had deelgenomen aan een expeditie in Senegal, en Charles Chalot, preparateur. 
In februari 1891 werden in Senegal 42 zwarte tirailleurs gerekruteerd om de expeditie militair te begeleiden. Dybowski vertrok op 10 maart 1891 uit Bordeaux. De expeditie nam stoffen, kleine gebruiksvoorwerpen en parels mee om te ruilen met de lokale bevolking.
Ze kwamen aan in Loango aan de kust van Frans Congo, waar dragers werden gerekruteerd. Vanuit Loango moesten de voorraden immers 600 kilometer te voet over land worden gedragen van de kust naar Stanley Pool (tegenwoordig Pool Malebo) op de Kongo. Ze trokken langs de Niari, van Loudima tot Bouenza en daarna verder ten noorden van de rivier Djoué. De expeditie bereikte Brazzaville op de Kongostroom in juni, maar werd daar opgehouden. Geen van de drie daar gelegen stoomboten was beschikbaar: een was in herstelling en de andere bevonden zich elders op de rivier. 
In Brazzaville kreeg Dybowski bericht dat de Fourneau-expeditie op de Sangha, een zijrivier van de Kongo, was aangevallen door een islamitische stam en gedwongen was terug te keren naar Brazzaville. Door dit nieuws werd een deel van de dragers afgeschrikt en Dybowski was gedwongen ter plaatse nieuwe dragers te rekruteren. Op 14 juli ontving Dybowski nieuws van missionarissen-spiritijnen die een missiepost hadden op de Ubangi, dat de Crampel-expeditie was aangevallen en dat Paul Crampel vermoord werd door de manschappen van Mohammed el-Senoussi, Sultan van El-Kouti. De enige blanke overlevende, Nebout, vervoegde korte tijd later Dybowski. Crampel had zijn expeditie opgesplitst in drie detachementen en Nebout leidde de achterhoede, 100 km achter het detachement van Crampel toen dat werd aangevallen.
Dybowski besliste om zijn expeditie alleen verder te zetten. Als bijkomend doel werd gesteld om te zoeken naar eventuele overlevenden en Mohammed el-Senoussi te straffen. Nebout vervoegde de expeditie als gids.

## Expeditie
De expeditie voer met de kleine stoomboten stroomopwaarts op de Kongo tot Liranga en trok verder langs de rechteroever van de Ubangi. Ze staken de rivieren Ibenga, Lobaï en Konja over en bereikten Bangui (in de huidige Centraal-Afrikaanse republiek). Ze trokken verder langs de Ubangi. Tussen 20 en 24 september trok een deel van de expeditie noordwaarts langs de loop van de M'pokou. Men keerde terug naar de Ubangi en stroomopwaarts verkende ook de zijrivier Ombela. Terug op de Ubangi stichtte de expeditie de post van Ouadda bij een vissersdorp. Vervolgens volgde Dybowski de loop van de zijrivier Kemo naar het noorden. Op 13 oktober konden de expeditieleden niet verder op de Kemo met hun kano's en ze trokken te voet verder. Bij een dorp en een 540 meter hoge heuvel werd een tweede post gesticht: Kemo. Dybowski kreeg te horen dat het gebied ten noorden onbewoond was over 150 km tot Makorou en hij besloot terug te keren naar de Ubangi. De expeditie voer verder stroomopwaarts tot Bembé. Vandaar trok de expeditie in een bijna rechte lijn naar het noorden. Ze kwamen verschillen dorpen tegen en bereikten Yabanda, een dorp bekend om zijn ijzererts. Daarna trokken ze door bergachtig gebied. Ze staken de rivier Chari over en bereikten op 30 november het dorp Makorou. Daar hielden ze kamp tot 5 december. Omdat de voorraden onvoldoende waren om de expeditie verder te zetten, werd besloten om rechtsomkeer te maken.
Onderweg was Dybowski erin geslaagd de karavaan van Mohammed el-Senoussi buit te maken en verschillende objecten, die waren gestolen van de Crampel-expeditie, te recupereren. Zo slaagde Dybowski erin om het respect van de lokale stamhoofden voor de blanken te herstellen. Van de vermiste expeditieleden werd niemand teruggevonden, buiten een Senegalese tirailleur die zich had verscholen in een dorp.

## Collectie
Jean Dybowski bracht een grote collectie terug van zijn expeditie. Het gaat om allerlei wapens (schilden, speren, zwaarden, messen, harpoenen), sieraden en gebruiksvoorwerpen van de volken aan de Kongo, aan de bovenloop van de Ubangi en aan de Chari. Ook verzamelde hij huiden van dieren. Hieronder was een balg van een Dybowski's astrild, een vogel die in 1892 door Émile Oustalet naar Dybowski werd vernoemd.

## Verslag
Dybowski deed uitvoerig verslag van zijn expeditie. Hij schreef er twee boeken over:
- La route du Tchad : du Loango au Chari (1893)
- Le Congo méconnu (1912)